# ヌマガレイ属
ヌマガレイ属（沼鰈属、学名：Platichthys）は、カレイ目・カレイ科に分類される魚の一属。他のカレイ科のすべての魚のように、ヌマガレイ属の魚は非対称の平たい体を持っており、両目は体の同じ側にあります。

## 属
- Platichthys flesus (Linnaeus, 1758) ヨーロッパヌマガレイ
- Platichthys stellatus (Pallas, 1788) ヌマガレイ